# Teleología de Kant
La Teleología es una idea filosófica donde los fenómenos naturales se explican en términos del propósito al que sirven, en lugar de la causa por la que surgen.
El escrito de  Kant sobre teleología está contenido en la segunda parte de la "Crítica del juicio" que se publicó en 1790. La "Crítica del juicio" se divide en dos partes, siendo la primera "Crítica del juicio estético" y la segunda "Crítica del juicio teleológico". En la primera parte Kant discute y presenta sus ideas sobre estética y dentro de la segunda parte Kant discute cómo la teleología tiene un papel en nuestra comprensión de los sistemas naturales y las ciencias naturales. La filosofía moral de Kant también se preocupa por los fines, pero solo en relación con los humanos, donde él considera incorrecto utilizar a un individuo simplemente como medio. La "Crítica de la Teleología" se ocupa de los fines en la naturaleza y, por lo tanto, esta discusión de los fines es más amplia que en la filosofía moral de Kant.
Las afirmaciones más notables de Kant dentro de su descripción de la teleología natural son que los organismos deben ser considerados por los seres humanos como "propósitos naturales" en la "Analítica del juicio teleológico" y sus argumentos sobre cómo reconciliar su idea teleológica de los organismos con una visión mecanicista de la naturaleza en  Dialéctica del Juicio Teleológico .
Las afirmaciones de Kant sobre la teleología han influido tanto en la biología contemporánea como en la filosofía de la biología.

## Propósito
Kant da su primera definición de un fin en "Crítica del juicio estético": "un fin es el objeto de un concepto (i.e. un objeto que cae bajo un concepto) en la medida en que este último (el concepto) se considera la causa del primero (el objeto) el fundamento real de su posibilidad. ”(§10 / 220/105).  Kant caracteriza un fin como un predicado de un lugar en el que si un objeto es producido intencionalmente por un agente, ese objeto puede considerarse un fin. Para Kant un objeto es un fin, si y sólo si, el concepto bajo el cual ese objeto cae es también la causa de ese objeto.
En la “Crítica del juicio teleológico” al hablar de fines Kant describe causas “cuya capacidad productiva está determinada por conceptos”, por lo que el concepto de objeto determina la causalidad de la causa. Esta idea de causas conduce a una definición más complicada de un fin que es diferente de las afirmaciones anteriores de Kant en la "Crítica del juicio teleológico" sobre la definición de un fin. El concepto de un objeto determina la causalidad de la causa, ya que cuando un individuo crea un objeto, el movimiento de los brazos de ese individuo de una manera particular causa ese objeto, pero el movimiento de los brazos del individuo está determinado por el concepto de objeto del individuo. Beisbart usa este ejemplo anterior para mostrar cómo el concepto y la causa del objeto están relacionados bajo esta definición de intencionalidad.

## Propósitos naturales
Kant presenta la idea de un propósito natural en la "Analítica del juicio teleológico", donde sostiene que organismos como las plantas y los animales constituyen un propósito natural y que son las únicas cosas naturales que lo hacen. Kant caracteriza a los organismos como propósitos naturales a través de su definición de un fin, afirmando que "una cosa existe como un fin natural si es la causa y el efecto de sí misma (en un doble sentido)".[cita requerida] Para apoyar esta afirmación inicial de fines naturales, Kant la ilustra con un ejemplo. Se puede pensar en un árbol como un fin natural a través de tres términos, (I) se origina en un árbol de la misma especie, (II) el árbol crece al recibir material extraño y (III) las partes del árbol contribuyen a la función de la totalidad. Los organismos muestran una reciprocidad entre la parte y el todo que constituye a ese organismo como un fin, ya que las partes de un organismo contribuyen a la función de todo el organismo. Como el carácter del todo determina tanto la estructura como la función de las partes, Kant considera que esta relación significa que el árbol es la causa de sí mismo. La definición inicial de fines de Kant en §10 implica que el arquetipo de la intencionalidad es la creación humana, ya que un fin surge del concepto de un creador que el individuo planeó producir; el final es el resultado de un diseño. Un problema con la caracterización de los propósitos naturales por parte de Kant que fue abordado por él en la "Crítica del juicio teleológico" y en la literatura contemporánea es cómo un organismo puede ser tanto natural como un fin cuando la intencionalidad se deriva del diseño.
Kreines (2005) señala que la caracterización de los fines naturales también se aplica a los artefactos. Los relojes también tienen partes que contribuyen tanto a la estructura como a la función de todo el reloj y, por lo tanto, esta relación causal entre las partes y el todo en los organismos también está presente en los artefactos. La coherencia de un propósito natural es ilusoria sin reconciliar la característica natural de los organismos con su propósito, por lo que Kant proporciona una segunda calificación en cuanto a lo que significa un propósito natural, por lo que "las partes de las cosas... son recíprocamente causa y efecto de su origen". Los artefactos no cumplen con esta calificación, ya que las partes del reloj no son necesarias para el mantenimiento de las otras partes de dicho reloj y no son producidas por otras partes del reloj.
Ginsborg (2001) intenta resolver este problema de una manera diferente a Kant interpretando la idea de intencionalidad de Kant desde un punto de vista normativo. por eso, cuando consideramos algo como un propósito, afirmamos que debe ser de una manera específica. Esta distinción normativa separa la idea de intencionalidad de su requisito prima facie de diseñador. Consideramos que los órganos como los ojos son propósitos porque deben estar estructurados de tal manera que el organismo pueda ver. Sin embargo, los artefactos como las rocas no se consideran propósitos porque no hay forma en que podamos decir que deberían serlo. Las rocas sirven para propósitos, pero no en este sentido normativo, por ejemplo, pueden usarse para construir casas, sin embargo, es arbitrario decir que deben estar estructuradas de una manera que les permita construir casas.

## Mecanismo y teleología
En la "Analítica", Kant continúa afirmando que la producción de organismos no puede explicarse a través de una explicación mecánica y, en cambio, debe entenderse en términos teleológicos. Kant declara que es "absurdo para los seres humanos ... esperar que todavía pueda surgir un Newton que podría hacer concebible incluso la producción de una brizna de hierba de acuerdo con leyes naturales que ninguna intención ha ordenado" (§75, 400 ), el hecho de que la producción de organismos no pueda explicarse en términos mecánicos conduce a un conflicto que Kant llama “ la antinomia del juicio”. "La antinomia del juicio" se refiere al conflicto entre la naturaleza y los objetos naturales sin explicación. Debemos apuntar a explicar todo en la naturaleza en términos mecánicos a través de la investigación científica y, sin embargo, algunos objetos no pueden explicarse mecánicamente y, por lo tanto, deben explicarse en términos teleológicos. Además, como la intencionalidad puede no explicarse suficientemente a través de los mecanismos de la naturaleza, existe una característica esencial que existe para los objetos naturales que no pueden ser explicados por estas leyes naturales. Por ejemplo, durante el proceso ontogenético, las leyes de la física determinan la producción de un pollito normal o anormal. Sin embargo, desde este punto de vista, dado que ambos surgen de las leyes de la física, no hay nada intrínsecamente especial en el polluelo normal y, por lo tanto, la idea de que el proceso embriológico debe conducir a la producción de un polluelo normal es arbitraria desde este punto de vista. 
La solución de Kant a "la antinomia del juicio" consiste en la afirmación de que el principio por el cual deberíamos explicar todo en términos mecánicos y el principio de que los objetos naturales se resisten a la explicación en términos mecánicos son "regulativos" y no "constitutivos". Lo que quiere decir con esta afirmación es que los principios solo explican cómo debemos investigar la naturaleza y no explican el verdadero carácter de la naturaleza.

## Teleología de la naturaleza en su conjunto
Al reflexionar sobre los organismos como propósitos, Kant afirma que somos llevados más allá de este tema y, por tanto, reflexionamos sobre la naturaleza en su conjunto. Aunque los juicios teleológicos son catalizados por nuestra experiencia del organismo, el alcance de los juicios teleológicos no se limita a los organismos, sino que puede extenderse a la naturaleza en su conjunto, incluidos los artefactos orgánicos. Kant hace dos afirmaciones con respecto a la teleología de la naturaleza como un todo, primero que todo en la naturaleza tiene un propósito y segundo que la naturaleza misma es un sistema de propósitos que también tiene un propósito.
La naturaleza se presenta a sí misma con casos en los que las características del entorno de un organismo, tanto orgánicas como inorgánicas, son necesarias y beneficiosas para ese organismo. Los ríos son necesarios para que crezca la hierba y, por lo tanto, son indirectamente útiles para los humanos, ya que producen tierras fértiles. La hierba es necesaria para la agricultura, que a su vez proporciona alimento a los carnívoros a través de la cría de ganado. Kant proporciona un argumento negativo sobre cómo podemos explicar este sistema sin apelar a propósitos. El origen de un río puede determinarse mecánicamente, y aunque la hierba se considera un propósito debido a su relación consigo misma, no tenemos que determinar su utilidad relativa para otros seres vivos para comprenderla. Sin embargo, Kant razona que estos objetos naturales, como ríos, rocas y playas, tienen un propósito en un sentido relativo. Tienen un propósito en un sentido relativo siempre que contribuyan a la existencia de un ser vivo que tiene un propósito interno.
Estos propósitos relativos proporcionan la condición por la cual es posible que la naturaleza sea un sistema de propósitos donde todos los organismos y objetos naturales están conectados teleológicamente a través de una intencionalidad relativa. La idea teleológica de este sistema de propósitos conduce tanto a la idea del "propósito último" "letzter Zweck" de la naturaleza como a la idea del "propósito final" "Endzweck" de la naturaleza. El primero pertenece a la idea de la existencia de algo dentro de la naturaleza en el que todas las demás cosas existen por su bien, siendo el segundo la idea de que algo existe fuera de la naturaleza para lo cual la naturaleza existe por su bien. La experiencia humana no se presta a identificar cuál puede ser el propósito último o final, sin embargo, Kant sostiene que el propósito final solo puede ser el hombre como agente moral.

## Influencias de la teleología de Kant en la biología
La teleología de Kant ha influido en el pensamiento biológico contemporáneo, particularmente con el uso científico del lenguaje funcional en su caracterización de las partes del organismo y los procesos biológicos. Los escritos de Kant sobre teleología han impactado la biología contemporánea al abordar el problema de cómo es posible que los organismos tengan funciones y que existan propósitos biológicos sin la  presuposición de un diseñador divino existente.
Un ejemplo particular de un biólogo contemporáneo influenciado por las ideas de Kant puede verse en Roth (2014). El enfoque anti-reduccionista propuesto por Kant, según el cual los organismos no pueden entenderse como compuestos de partes preexistentes, Roth (2014) argumenta que este enfoque puede usarse como modelo para la biología contemporánea. Además, Walsh (2006) sostiene que la caracterización que hace Kant de los organismos como "propósitos naturales" debería desempeñar un papel vital en la explicación del desarrollo ontogenético y la evolución adaptativa. Además de argumentar en contra de la teoría de Kant de que la intencionalidad natural no se revela a través de un principio objetivo de la naturaleza, más bien dice que la intencionalidad de los organismos es un fenómeno natural apelando a estudios biológicos recientes sobre la autoorganización. Sin embargo, Walsh (2006) cree que la idea de Kant de que los organismos son propósitos naturales proporciona explicaciones biológicas.